# Prosper Mérimée
Prosper Mérimée (Parigi, 28 settembre 1803 – Cannes, 23 settembre 1870) è stato uno scrittore, storico e archeologo francese.
Fu anche un discreto pittore paesaggista (vedi Museo d'Arte e Storia della Provenza).
Mérimée amava il misticismo, la storia e l'inconsueto e fu influenzato dai romanzi di Sir Walter Scott, dalla crudezza e dai drammi psicologici di Aleksandr Puškin. Spesso le sue opere sono ricche di misteri e si svolgono fuori dalla Francia, in particolare in Spagna e in Russia. Da uno dei suoi racconti è stata tratta l'opera Carmen di Georges Bizet.
Alla tratta degli schiavi è dedicato il suo breve racconto Tamango pubblicato sulla Revue de Paris. Vi si narra «di una rivolta di schiavi come ce ne furono tante all'epoca», che è stata illustrata attraverso disegni  e dalla quale è stato tratto il film omonimo di John Berry del 1958, nella versione italiana intitolato La rivolta dell'Esperanza.
Iscritto alla facoltà di diritto, durante gli anni della giovinezza eccelleva già nelle lingue straniere: greco, arabo, inglese e russo. Amico personale di Turgenev, è stato uno dei primi traduttori di libri russi in francese.

## Biografia

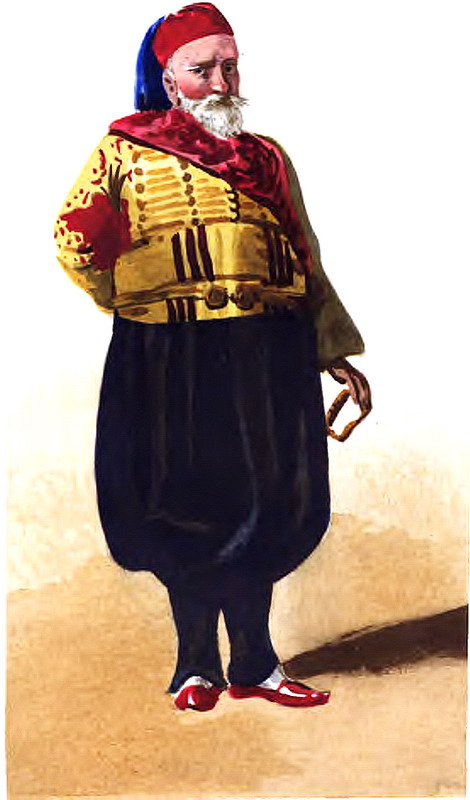
Acquerello di Mérimée

Figlio di un pittore allievo di David, che aveva potuto mantenersi grazie a un buon matrimonio, Mérimée si appassionò alle arti figurative sin da quando era bambino. Come ebbe a dire dopo, però, non fu mai un gran pittore. L'influenza della madre invece gli fece scoprire la letteratura, principalmente inglese, e lo scozzese Walter Scott. A sedici anni Mérimée, che conosceva già inglese e spagnolo, si iscrisse all'Università, dove gli venne consigliato di studiare il diritto. Tuttavia Mérimée non riuscì mai ad appassionarsi agli studi di legge. Nel frattempo leggeva Balzac e i classici latini e greci, sempre presenti nella sua formazione.
Da lì la decisione di dedicarsi alla carriera letteraria. Intanto viveva già una vita da bohémien, e collezionava molte donne tra le sue conquiste. Pur non essendo molto bello, le donne restavano affascinate dalla sua aria ombrosa. 
Nel 1822 conobbe Stendhal, che inizialmente non ne ebbe una buona impressione. Nei Ricordi di egotismo (Souvenirs d'égotisme) , Stendhal scrisse: "Costui aveva qualcosa di sfrontato e di molto sgradevole. I suoi occhi, piccoli e vacui, avevano sempre la solita espressione, di cattiveria". Malgrado la prima impressione, Mérimée e Stendhal furono grandi amici per 21 anni, ossia fino alla morte del secondo.
Mérimée iniziò a scrivere pubblicando alcune opere sotto svariati pseudonimi. Lo interessavano soprattutto le vicende strane, e aveva un certo gusto macabro per il gotico, che lo accompagnò sempre. Mérimée viaggiò molto e familiarizzò con ogni tipo di gente: persone "con cui un Inglese si vergognerebbe di farsi vedere in giro". Conosceva alcune parole di lingua rom, e gli zingari lo rispettavano. Le prime opere furono scritti di scarso successo ma, con il raffinarsi dello stile dei suoi racconti, salirono anche le vendite. Nel 1830, in Spagna, il ventisettenne scrittore conobbe il conte di Montijo Cipriano de Palafox y Portocarrero de Guzmán, che lo accolse nella sua dimora.

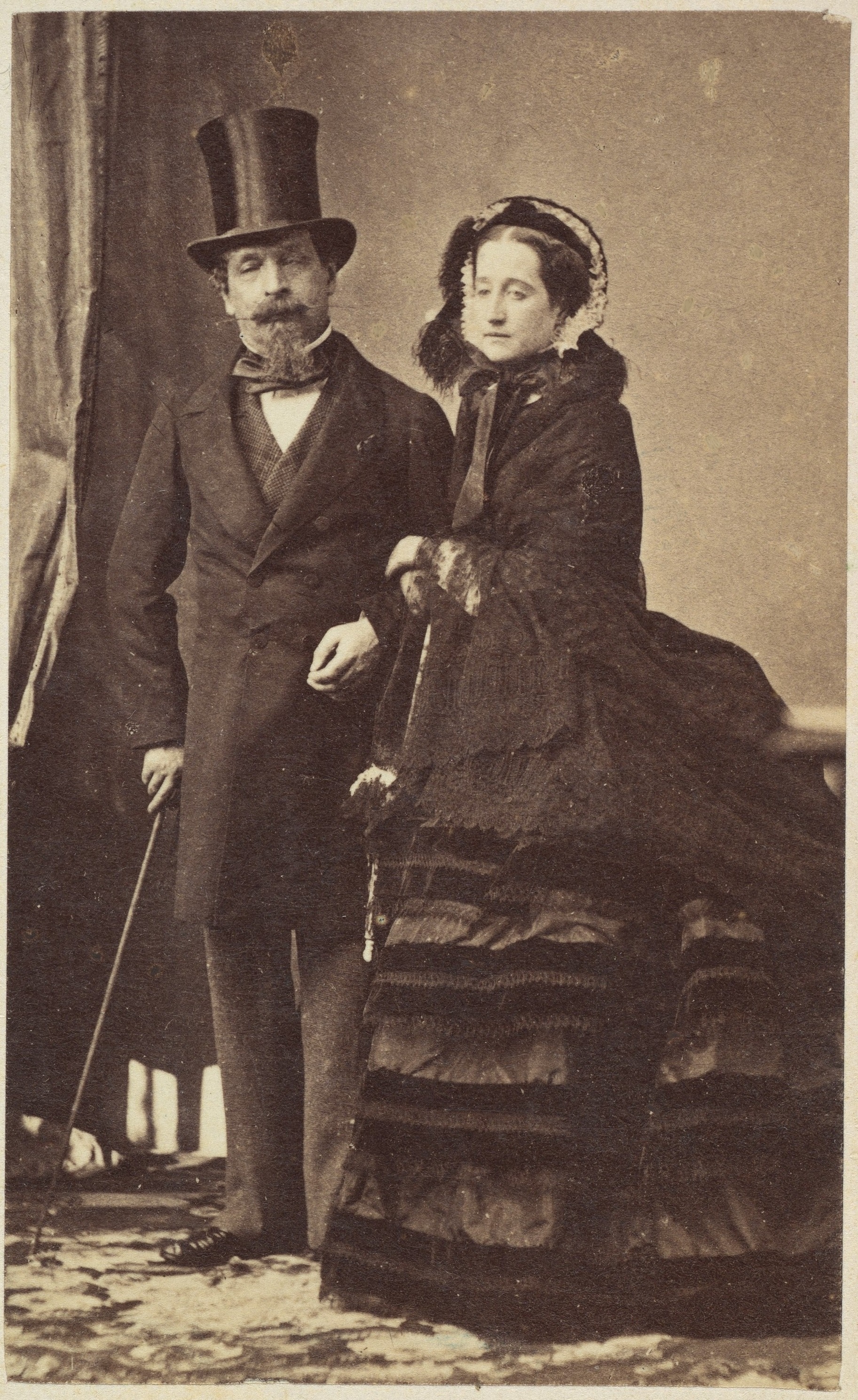
Napoleone III ed Eugenia: la coppia imperiale protesse lo scrittore.

Lì conobbe donna Manuela, consorte del conte, e Eugenia, la contessina che anni dopo sposerà Napoleone III e che fu sua protettrice. A casa dei Montijo, lo scrittore apprese dalla contessa un racconto che trasformò poi in Carmen.
Nel 1844 fu nominato membro dell'Accademia di Francia ma definì l'esperienza "il giorno più brutto della mia vita". Mérimée infatti odiava l'ipocrisia. 

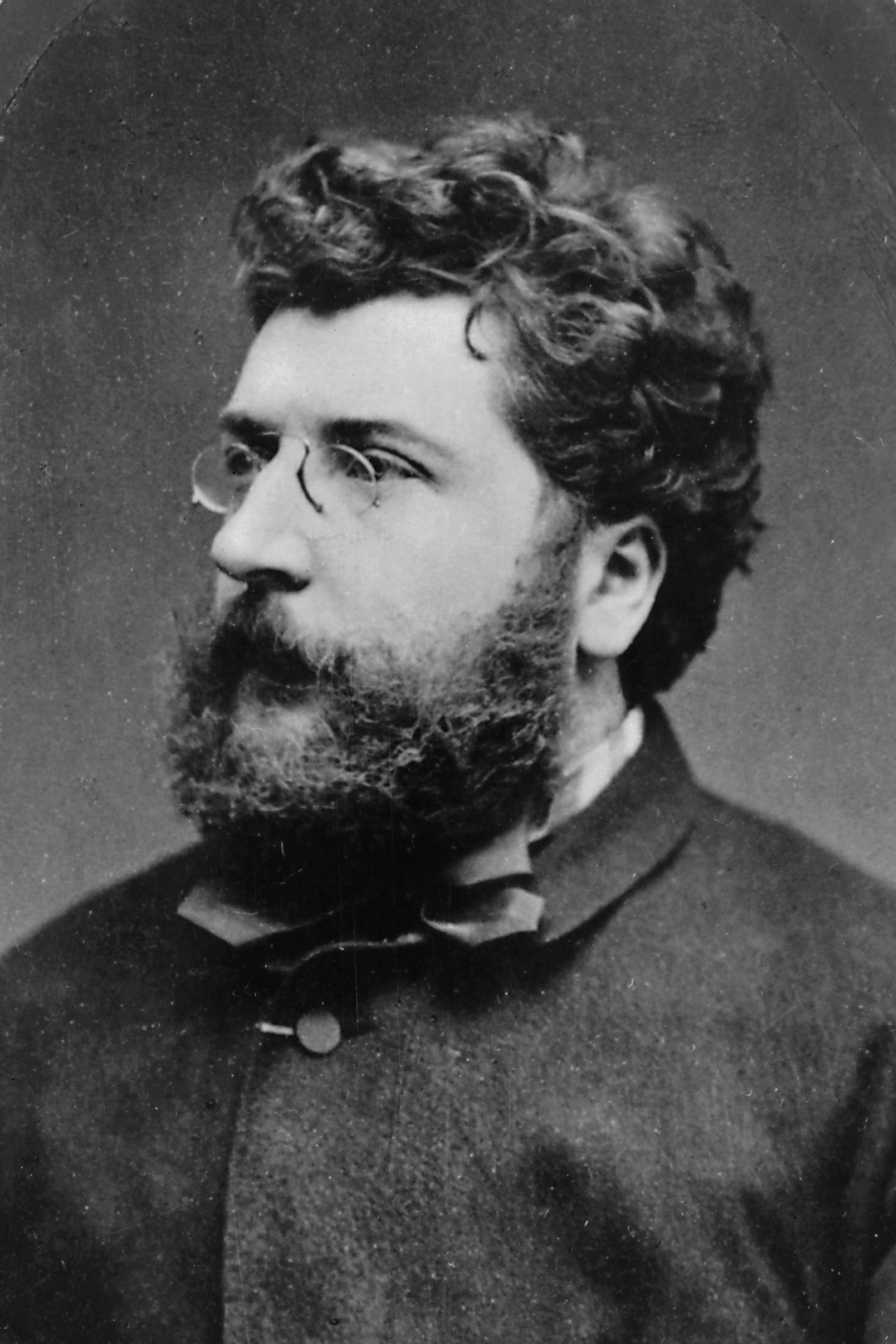
Georges Bizet: musicò la Carmen

Mérimée alternava le lettere con archeologia, storia, belle arti e politica. A partire dal 1834 e fino al 1860, divenne ispettore generale dei monumenti storici e ricoprì incarichi ai ministeri di Marina, Commercio e Interni.
Quando Eugenia de Montijo divenne imperatrice nel 1853, Mérimée fu nominato senatore. Nell'ultima fase della sua vita si dedicò soprattutto alla sua occupazione di ispettore presso il ministero francese dei beni culturali.
Dopo il 1860, malato di cuore, visse a Cannes assistito da due governanti inglesi, continuando però a viaggiare: visitò Londra e fu membro dell'Esposizione universale della città. Amico della coppia imperiale, morì durante la Guerra franco-prussiana, che segnò la fine per Napoleone III e Eugenia, e di gran parte degli scrittori francesi della sua epoca. Durante la Comune di Parigi del 1871, la sua casa e la sua biblioteca di Parigi furono distrutte.

## Opere

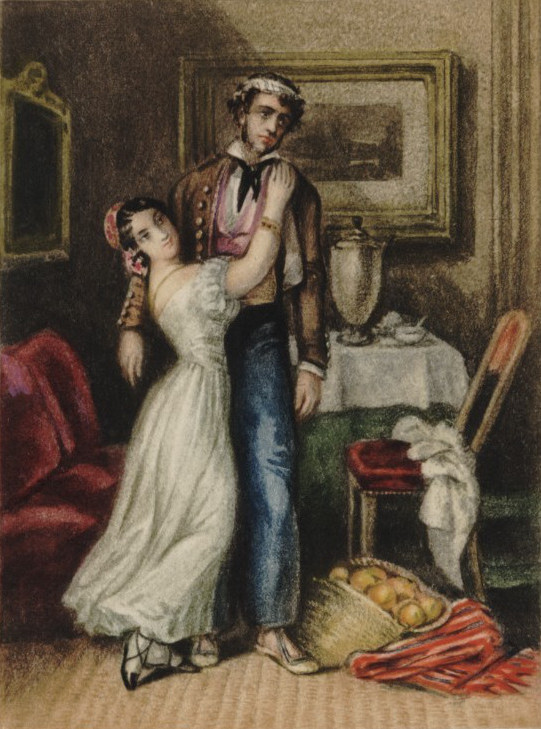
Disegno di Mérimée per la Carmen

- Il teatro di Clara Gazul (1825): divertimento letterario ispirato al teatro spagnolo
- La Guzla (1827)
- La Jacquerie (1828)
- Cronaca del regno di Charles IX (1829): romanzo storico
- Mateo Falcone (1829)
- Tamango (1829)
- Le Carrosse du Saint-Sacrement (1829); trad.it. La Carrozza del Santo Sacramento, Liberilibri, Macerata, 1993
- Il vaso etrusco (1830) - racconto
- Mosaïque (1833): racconti
- Le anime del Purgatorio (1834) - racconto
- Appunti di viaggio (1835-1840): in cui racconta il suo viaggio attraverso la Grecia, la Spagna, la Turchia e la Francia.
- La Venere d'Ille (1837)
- Colomba (1840): uno dei racconti più famosi di Mérimée nel quale una giovane corsa spinge il fratello a vendicare la morte del padre
- Carmen (1845): il famosissimo racconto da cui fu tratta l'opera omonima di Georges Bizet nel 1875
- Épisode de l'Histoire de Russie, Les Faux Démétrius, 1852; I falsi Demetrii: episodio di storia russa, traduzione di Tommaso Landolfi, con una nota storico-bibliografica di Ettore Lo Gatto, Firenze, Vallecchi, 1944; Ristampa della sola traduzione, Adelphi, Milano, 2014
- Il noto dettato (1857): dettato stracolmo di difficoltà grammaticali ed ortografiche, scritto su richiesta dell'imperatrice Eugenia de Montijo.
- Lokis. Le manuscrit du professeur Wittembach, 1869; Lokis, Sellerio editore, 1983, La memoria n. 69, EAN 9788838902314: ispirato a una leggenda lituana: la storia di un essere nato da una donna e un orso.
- La camera blu (1872)
- Lettere ad una sconosciuta (1874): una raccolta di lettere da Mérimée a Jenny Dacquin pubblicata dopo la sua morte.
- Viaggio in Spagna (2002) ed. Ibis, a cura di Graziella Martina (La corrida, gli incontri con personaggi dal temperamento forte, il museo di Madrid). Titolo originale: Lettres d'Espagne. ISBN 88-7164-122-1.

## Il database Mérimée
A partire dal 1834, Prosper Mérimée inizia un censimento dei monumenti storici francesi più importanti. Nell'onorare la sua opera, il ministero della cultura e della comunicazione ha dato il suo nome alla Base Mérimée, una base dati sul patrimonio architettonico francese.